# Коста Мартинс, Жозе Маркос
Жозе Маркос Коста Мартинс (порт. José Marcos Costa Martins, более известный, как Маркиньос порт. Marquinhos); род. 23 октября 1999, Кажари, Мараньян) — бразильский футболист, полузащитник московского «Спартака».

## Клубная карьера

### «Атлетико Минейро»
Маркиньос — воспитанник клуба «Атлетико Минейро». 25 июня 2017 года в матче против «Шапекоэнсе» (1:0) он дебютировал в бразильской Серии A, выйдя на 77-й минуте встречи. В 2018 году для получения игровой практики Маркиньос был арендован клубом «Шапекоэнсе». Дебютировал за новую команду 5 сентября 2018 года в матче 23-го тура чемпионата Бразилии против «Параны» (1:1), выйдя на 46-й минуте вместо Виктора Андраде. Провёл за «Шапекоэнсе» лишь два матча и по окончании аренды Маркиньос вернулся в «Атлетико Минейро». 7 ноября 2019 года в поединке 31-го тура чемпионата Бразилии против «Гояса» (2:0) он забил свой первый мяч за основной состав, отличившись на 54-й минуте встречи. В 2020 году помог клубу выиграть Лигу Минейро. Всего за «Атлетико Минейро» провёл во всех турнирах 43 матча, в которых забил два мяча и сделал семь голевых передач.

### «Ботев» (Пловдив)
В феврале 2021 года Маркиньос был арендован пловдивским «Ботевом». 7 марта в матче против «Левски» он дебютировал в чемпионате Болгарии, выйдя в стартовом составе и проведя на поле 76 минут. 24 июля в поединке против «Пирина» Маркиньос забил свой первый гол за «Ботев», отличившись на 41-й минуте встречи. 13 сентября 2021 года оформил «дубль» в матче 7-го тура чемпионата Болгарии против клуба «Арда» (2:1), отличившись на 8-й и 36-й минутах встречи, принеся тем самым победу своему клубу. 1 октября 2021 года оформил «дубль» в матче 10-го тура чемпионата Болгарии в ворота клуба «ЦСКА 1948» (3:1), отличившись на 40-й и 67-й минутах встречи. Всего выступал за «Ботев» весь 2021 год, проведя во всех турнирах 30 матчей, в которых забил семь мячей и сделал восемь голевых передач.

### «Ференцварош»
14 февраля 2022 года Маркиньос заключил контракт с венгерским клубом «Ференцварош». На момент перехода, рыночная стоимость Маркиньоса по данным Transfermarkt составляла 3,8 миллиона евро, что делало его самым дорогим игроком в чемпионате Венгрии. 19 февраля в матче против МТК он дебютировал в чемпионате Венгрии, выйдя в стартовом составе и проведя на поле 60 минут, после чего был заменён на Карлоса Ауски. 9 апреля в поединке 27-го тура чемпионата Венгрии против «Дебрецена» (3:0), игрок забил свой первый гол за «Ференцварош». В своём дебютном сезоне провёл за «Ференцварош» во всех турнирах девять матчей, в которых забил один мяч и сделал три голевые передачи, став чемпионом и обладателем Кубка Венгрии. 5 февраля 2023 года Маркиньос оформил дубль в матче 18-го тура чемпионата Венгрии в ворота «Уйпешта» (3:1), отличившись на 37-й и 69-й минутах встречи. В сезоне 2022/23 провёл во всех турнирах 39 матчей, в которых забил пять мячей и сделал 12 голевых передач, во второй раз подряд став вместе с «Ференцварошем» чемпионом Венгрии. 30 сентября 2023 года забил два мяча в ворота клуба МТК (6:1) в матче 8-го тура чемпионата Венгрии, отличившись на 41-й и 55-й минутах встречи. В сезоне 2023/24 вновь выиграл чемпионство с клубом, проведя во всех турнирах 48 матчей, забив семь мячей и сделав 10 голевых передач. Всего выступал за «Ференцварош» с 2022 по 2024 год, проведя во всех турнирах 97 матчей, в которых забил 14 мячей и сделал 26 голевых передач.

### «Спартак» (Москва)
3 августа 2024 года перешёл в московский «Спартак», подписав контракт на три года. В новом клубе выбрал себе 8-й игровой номер. Дебютировал за «Спартак» 5 августа 2024 года в матче 3-го тура чемпионата России против самарских «Крыльев Советов» (3:0), выйдя на 46-й минуте вместо Антона Зиньковского. Свой первый мяч за клуб Маркиньос забил 15 апреля 2025 года в матче первого этапа полуфинала пути регионов Кубка России против «Урала» (3:0), отличившись на 28-й минуте встречи. В сезоне 2024/25 в чемпионате России Маркиньос отдал 10 результативных передач в 26 встречах РПЛ и стал первым игроком «Спартака» после Эйдена Макгиди с таким количеством ассистов за сезон. Всего в сезоне 2024/25 Маркиньос во всех турнирах провёл 36 матчей, забил два мяча и отдал 12 голевых передач.
Перед началом сезона 2025/26 Маркиньос сменил свой игровой номер на 10-й. 19 июля 2025 года в матче 1-го тура чемпионата России против махачкалинского «Динамо» (1:0), Маркиньос забил свой первый мяч в чемпионате России. 30 июля 2025 года продлил контракт со «Спартаком» до 2029 года.

## Достижения

### Командные
«Атлетико Минейро»
- Вице-чемпион Бразилии: 2017
- Победитель Лиги Минейро: 2020

«Ференцварош»
- Чемпион Венгрии (3): 2021/22, 2022/23, 2023/24
- Обладатель Кубка Венгрии: 2021/22[англ.]
- Финалист Кубка Венгрии: 2023/24[англ.]

### Личные
- Лауреат национальной премии РФС «33 лучших игрока сезона»: 2024/25 (№ 1)[33]

## Статистика
| Выступление       | Выступление            | Выступление      | Лига | Лига | Кубок | Кубок | Конт. | Конт. | Прочие | Прочие | Итого | Итого |
| Клуб              | Лига                   | Сезон            | Игры | Голы | Игры  | Голы  | Игры  | Голы  | Игры   | Голы   | Игры  | Голы  |
| ----------------- | ---------------------- | ---------------- | ---- | ---- | ----- | ----- | ----- | ----- | ------ | ------ | ----- | ----- |
| Атлетико Минейро  | Серия A                | 2017             | 1    | 0    | 0     | 0     | —     | —     | —      | —      | 1     | 0     |
| Атлетико Минейро  | Серия A                | 2018             | —    | —    | 0     | 0     | 1     | 0     | 0      | 0      | 1     | 0     |
| Атлетико Минейро  | Серия A                | 2019             | 12   | 1    | —     | —     | —     | —     | 1      | 0      | 13    | 1     |
| Атлетико Минейро  | Серия A                | 2020             | 11   | 0    | 1     | 0     | 2     | 0     | 14     | 1      | 28    | 1     |
| Атлетико Минейро  | Итого                  | Итого            | 24   | 1    | 1     | 0     | 3     | 0     | 15     | 1      | 43    | 2     |
| → Шапекоэнсе      | Серия A                | 2018             | 2    | 0    | —     | —     | —     | —     | —      | —      | 2     | 0     |
| → Шапекоэнсе      | Итого                  | Итого            | 2    | 0    | —     | —     | —     | —     | —      | —      | 2     | 0     |
| → Ботев (Пловдив) | Первая лига            | 2020/21          | 5    | 0    | 1     | 1     | —     | —     | 5      | 0      | 11    | 1     |
| → Ботев (Пловдив) | Первая лига            | 2021/22          | 18   | 6    | 1     | 0     | —     | —     | —      | —      | 19    | 6     |
| → Ботев (Пловдив) | Итого                  | Итого            | 23   | 6    | 2     | 1     | —     | —     | 5      | 0      | 30    | 7     |
| Ференцварош       | Национальный чемпионат | 2021/22          | 8    | 1    | 1     | 0     | —     | —     | —      | —      | 9     | 1     |
| Ференцварош       | Национальный чемпионат | 2022/23          | 29   | 5    | 2     | 0     | 8     | 0     | —      | —      | 39    | 5     |
| Ференцварош       | Национальный чемпионат | 2023/24          | 27   | 7    | 6     | 0     | 15    | 0     | —      | —      | 48    | 7     |
| Ференцварош       | Национальный чемпионат | 2024/25          | —    | —    | —     | —     | 1     | 1     | —      | —      | 1     | 1     |
| Ференцварош       | Итого                  | Итого            | 64   | 13   | 9     | 0     | 24    | 1     | —      | —      | 97    | 14    |
| Спартак (Москва)  | Премьер-лига           | 2024/25          | 26   | 0    | 10    | 2     | —     | —     | —      | —      | 36    | 2     |
| Спартак (Москва)  | Премьер-лига           | 2025/26          | 4    | 2    | 1     | 0     | —     | —     | —      | —      | 5     | 2     |
| Спартак (Москва)  | Итого                  | Итого            | 30   | 2    | 11    | 2     | —     | —     | —      | —      | 41    | 4     |
| Всего за карьеру  | Всего за карьеру       | Всего за карьеру | 143  | 22   | 23    | 3     | 27    | 1     | 20     | 1      | 213   | 27    |

1. ↑  Континентальные кубки: Южноамериканский кубок; Лига чемпионов УЕФА; Лига Европы УЕФА; Лига конференций УЕФА.
2. ↑  Лига Минейро; Матчи плей-офф чемпионата Болгарии.